# آنکه بایر-لوئف
آنکه بایر-لوئف (آلمانی: Anke Baier-Loef؛ زادهٔ ۲۲ مهٔ ۱۹۷۲) اسکیت‌باز سرعت اهل آلمان است.